# Ancient Battles
Ancient Battles est un jeu vidéo de type wargame créé par R.T. Smith et publié par Cases Computer Simulations en 1989 sur IBM PC, Commodore 64, ZX Spectrum, Atari ST et Amiga. Le jeu simule des batailles de l’Antiquité, impliquant notamment les armées d’Alexandre le Grand, d’Hannibal ou de Jules César. Il inclut ainsi cinq scénarios prédéfinis, qui retracent respectivement la bataille de l'Hydaspe, la bataille de Zama, la bataille de Cynoscéphales, la bataille de Pharsale et la bataille des champs Catalauniques. Pour chaque scénario, le joueur à la possibilité de régler la durée de la bataille, le niveau de visibilité et le type de déploiement utilisé par les troupes. Le jeu intègre de plus un éditeur de scénario. Le jeu se déroule au tour par tour. À chaque tour, le programme calcule d’abord le champ de vision des unités pour chaque camp, et détermine ainsi quels sont les unités visibles. Les joueurs donnent ensuite des ordres à leurs unités puis le programme les exécute et calcule les résultats des attaques, d’abord pour celles à distance, puis pour celle au corps à corps. Il calcule ensuite l’effet des combats sur le moral de chaque unité afin de déterminer si celles-ci s’enfuient ou continuent de combattre. Un système de points, basé sur le nombre et la puissance des unités restant sur le champ de bataille, permet de déterminer le vainqueur.

## Trame
Ancient Battles retrace cinq grandes batailles de l’Antiquité qui impliquent notamment les armées d’Alexandre le Grand, d’Hannibal ou de Jules César. La première est la bataille de l'Hydaspe lors de laquelle Alexandre le Grand parvient à vaincre l’armée indienne, en 326 av. J.-C. sur les rives de l'Hydaspe, grâce à des tactiques interarmes. La seconde est la bataille de Zama, en 202 av. J.-C., où l’armée de Carthage d’Hannibal se retrouve encerclée par l’armée romaine de Scipion l'Africain. La troisième est la bataille de Cynoscéphales, en 197 av. J.-C., où l’armée de Philippe V de Macédoine subit le même sort, toujours face à l’armée romaine. La quatrième est la  bataille de Pharsale, en 44 av. J.-C. pendant la guerre civile romaine, lors de laquelle César obtient une victoire décisive face à Pompée, pourtant en supériorité numérique. La dernière est l’une des plus grandes batailles de l’Antiquité, la bataille des champs Catalauniques en 451, qui illustre notamment l’utilisation de tactiques d’infanterie contre la cavalerie.

## Système de jeu
Ancient Battles est un wargame qui simule de grandes batailles de l’Antiquité. Il propose cinq scénarios prédéfinis, qui retrace respectivement la bataille de l'Hydaspe, la bataille de Zama, la bataille de Cynoscéphales, la bataille de Pharsale et la bataille des champs Catalauniques. Le jeu intègre de plus un éditeur de cartes et de scénarios. Pour chaque scénario, le joueur peut régler la durée de la bataille, le niveau de visibilité et le type de déploiement (normal ou libre) utilisé par les troupes. Il peut ensuite définir si chaque camp impliqué est contrôlé par un joueur, par l’ordinateur ou de manière partagé. Dans ce dernier cas, le joueur ne contrôle que les forces qui lui sont directement assignée et l’ordinateur contrôle ses subordonnés, suivant les plans décidé par le joueur. Le jeu offre également la possibilité de modifier le nombre de joueurs au cours d’une partie.
Une fois un scénario lancé, le jeu se déroule au tour par tour. À chaque tour, le programme calcule d’abord le champ de vision des unités pour chaque camp, et détermine ainsi quels sont les unités visibles. Les joueurs donnent ensuite des ordres à leurs unités puis le programme les exécute et calcule les résultats des attaques, d’abord pour celles à distance, puis pour celle au corps à corps. Il calcule ensuite l’effet des combats sur le moral de chaque unité afin de déterminer si celles-ci s’enfuient ou continuent de combattre. Un système de points, basé sur le nombre et la puissance des unités restant sur le champ de bataille, permet de déterminer le vainqueur.

## Accueil
| Ancient Battles |      |        |
| Média           | Pays | Notes  |
| ACE             | GB   | 74.2 % |
| Amiga Format    | GB   | 69 %   |
| Crash           | GB   | 93 %   |